# Piper pseudoarboreum
Piper pseudoarboreum är en pepparväxtart som beskrevs av Truman George Yuncker. Piper pseudoarboreum ingår i släktet Piper och familjen pepparväxter. Inga underarter finns listade i Catalogue of Life.